# Melanagromyza leonotidis
Melanagromyza leonotidis är en tvåvingeart som beskrevs av Sehgal 1963. Melanagromyza leonotidis ingår i släktet Melanagromyza och familjen minerarflugor. Inga underarter finns listade i Catalogue of Life.